# Noel Mills
Noel Mills, född den 13 januari 1944 i Auckland i Nya Zeeland, död 8 december 2004, var en nyzeeländsk roddare.
Han tog OS-silver i fyra utan styrman i samband med de olympiska roddtävlingarna 1972 i München.